# Jarell Martin
Jarell Martin (nacido el 24 de mayo de 1994 en Baton Rouge, Luisiana) es un baloncestista estadounidense que pertenece a la plantilla del Suwon KT Sonicboom de la Liga de baloncesto de Corea. Con 2,06 metros (6 pies y 9 pulgadas) de estatura, juega en la posición de ala-pívot.

## Trayectoria deportiva

### Universidad
Martin jugó dos temporadas de baloncesto universitario con los Tigers de la Universidad Estatal de Luisiana. A finales de marzo de 2015, declaró su elegibilidad para el draft de la NBA, renunciando a sus dos últimos años universitarios.

### Profesional
El 25 de junio de 2015, fue seleccionado en la posición número 25 del Draft de la NBA de 2015 por los Memphis Grizzlies.
El 23 de julio de 2018 fue traspasado a Orlando Magic a cambio de Dakari Johnson y los derechos del draft de Tyler Harvey.
El 4 de julio de 2022, Martin firmó un contrato de dos años con el Maccabi Tel Aviv de la Ligat ha'Al israelí. En 38 partidos de Euroliga, promedió 7,2 puntos y 3,5 rebotes en 19 minutos por encuentro. Su contrato fue rescindido el 17 de julio de 2023.
El 20 de julio de 2023 firmó con el Galatasaray Ekmas de la Basketbol Süper Ligi (BSL). En diciembre de 2023, sufrió una rotura del tendón rotuliano en la rodilla derecha durante un partido de la ronda 11 de la BSL.
El 1 de agosto de 2024 firmó con los Adelaide 36ers para la temporada 2024-25 de la NBL Australia. Habiéndose recuperado de su lesión en el tendón rotuliano, lidió con una molestia en el pie durante la pretemporada que lo descartó hasta noviembre de 2024.
El 10 de marzo de 2025 firmó con el Suwon KT Sonicboom de la Liga de baloncesto de Corea, reemplazando a Jordan Morgan.

## Estadísticas de su carrera en la NBA

### Temporada regular
| Año     | Equipo  | PJ  | PT | MPP  | %TC  | %3P  | %TL  | RPP | APP | ROB | TPP | PPP |
| ------- | ------- | --- | -- | ---- | ---- | ---- | ---- | --- | --- | --- | --- | --- |
| 2015-16 | Memphis | 27  | 0  | 14.1 | .466 | .000 | .726 | 3.2 | .6  | .3  | .3  | 5.7 |
| 2016-17 | Memphis | 42  | 3  | 13.3 | .384 | .360 | .800 | 3.9 | .2  | .4  | .2  | 3.9 |
| 2017-18 | Memphis | 73  | 36 | 22.8 | .446 | .347 | .767 | 4.4 | 1.0 | .5  | .7  | 7.7 |
| 2018-19 | Orlando | 42  | 1  | 7.8  | .413 | .351 | .818 | 1.7 | .4  | .1  | .2  | 2.7 |
| Total   | Total   | 184 | 40 | 15.9 | .434 | .346 | .766 | 3.5 | .6  | .4  | .4  | 5.4 |

### Playoffs
| Año   | Equipo  | PJ | PT | MPP  | %TC  | %3P  | %TL  | RPP | APP | ROB | TPP | PPP |
| ----- | ------- | -- | -- | ---- | ---- | ---- | ---- | --- | --- | --- | --- | --- |
| 2016  | Memphis | 2  | 0  | 23.0 | .375 | .000 | .500 | 3.5 | .5  | 1.5 | .0  | 4.5 |
| 2017  | Memphis | 3  | 0  | 3.3  | .333 | .000 | .000 | 1.3 | .0  | .3  | .0  | 0.7 |
| Total | Total   | 5  | 0  | 11.2 | .364 | .000 | .500 | 2.2 | .2  | .8  | .0  | 2.2 |